# Olof Brattö
Olof Brattö, född 6 oktober 1915 i Uddevalla, död 15 april 2007 i Göteborgs Annedals församling, var en svensk romanist.
Brattö, som var son till handlaren Olof Johansson och Josefina Olsson, avlade folkskollärarexamen i Växjö 1935, blev filosofie licentiat vid Göteborgs högskola 1949 och filosofie doktor 1953. Han var docent i romanska språk vid Göteborgs universitet 1953–1960, vid Stockholms universitet 1960–1961, lektor vid Adolf Fredriks musikgymnasium i Stockholm 1960–1961, professor i romanska språk vid Stockholms universitet 1961–1971, dekanus 1966–1970 och lektor i Kungälv 1971–1976. Han var ledamot av Accademia degli Intronati i Siena, Académie des Sciences, Lettres et Arts i Arras, Accademia Toscana di Scienze e Lettere och membre titulaire de la Societé de Dialectologie Picarde. Han författade skrifter om italienska, franska och portugisiska personnamn, om personnamn i fransk och italiensk litteratur, om ordförrådet i modern italiensk och fransk litteratur samt artiklar i tidningar och tidskrifter om Bohuslän.